# Zbigniew Kuźmiuk
Zbigniew Krzysztof Kuźmiuk, né le 19 septembre 1956 à Komorowo, est un homme politique polonais, membre de Droit et justice (PiS).